# Flioura Khassanova
Flioura Khassanova (plus tard Flioura Ouskova (née le 31 décembre 1964 à Tchirtchik, en URSS) est une joueuse d'échecs arbitre et entraîneur kazakhe. Elle reprend le nom de famille Khassanova en 2002.

## Palmarès individuel

### Palmarès jeune: consécration mondiale à Mexico
En 1983, Flioura Khassanova remporte le championnat du monde d'échecs junior à Mexico, au Mexique,. En 1984, elle reçoit le titre de maître international féminin, puis, en 1998 celui de grand maître international féminin (GMF). 

### Palmarès adulte
En 2002, Flioura Khassanova est championne du Kazakhstan d'échecs lors d'une édition qui s'est tenue à Aqtöbe. 
Son classement Elo est 2245 (en octobre 2020), ce qui la place à la huitième place du classement kazakh parmi les femmes, classement qu'elle a longtemps dominé (la dernière fois en septembre 2004). Cependant, elle est répertoriée comme "inactive" car elle ne joue plus de match depuis le championnat du Kazakhstan individuel féminin de 2014, à Astana. Son classement Elo le plus élevé est 2350, obtenu de juillet 1997 à juin 1998.

## Parcours dans les olympiade d'échecs
Flioura Khassanova participe à cinq olympiades d'échecs avec l'équipe nationale kazakhe, en 1992, 1994, 1996, 2000 et 2004, avec un résultat global de 21 victoire, 30 matchs nuls et 10 défaites.

## Parcours lors des championnats d'Asie des nations
Lors des championnats d'Asie des nations féminines, Flioura Khassanova participe en 1995 et 2012, sous les couleurs kazakhes. Lors de l'édition de Singapour en 1995, l'équipe nationale kazakhe prend la troisième place, alors qu'elle tient le deuxième échiquier. 

## Arbitre internationale
Flioura Khassanova est arbitre internationale depuis 2001. Elle arbitre notamment lors de l'olympiade d'échecs de 2016 à Bakou.